# Morrinhos (Ceará)
Morrinhos é um município brasileiro do estado do Ceará. 
Localiza-se à latitude 03º13'46" Sul e à longitude 40º07'30" Oeste, com altitude de 35 metros. Sua população estimada em 2020 era de 22 685 habitantes, distribuídos em 408,878 km² de área. Morrinhos está localizado na região Norte do estado do Ceará, está situado numa faixa de transição entre o semiárido e o litoral. É cortado pelo rio Acaraú, o segundo maior rio do Estado. O município é destaque na produção de cera e pó cerífero extraído da carnaubeira, palmeira típica da região, sendo Morrinhos um dos maiores produtores do Ceará.

## História
Inicialmente, as margens do Rio Acaraú eram povoadas por indígenas Areriús, Akriús e Apérius, de origem tapuia. Estas foram poderosas nações dos sertões do norte do estado.
As origens do município pertencem ao século XIX e têm como fator, o Rio Acaraú, em cuja margem direita se situa. 
A elevação do povoado à categoria de vila provém do Decreto nº 1.156, de 4 de dezembro de 1933, e a município conforme Lei nº 3.798, de 6 de setembro de 1957, tendo sido desmembrado do município de Santana do Acaraú e instalado a 9 de fevereiro de 1958. Morrinhos deu início seu povoamento na metade do século XIX decorrente do povoamento de todo o baixo Acaraú. Em seu primeiro recenseamento como distrito de Santana do Acaraú apresentou uma população de composta por 96 pessoas.

## Geografia

### Clima
Tropical com precipitação média de 979 mm com chuvas concentradas de janeiro a maio.

## Cultura

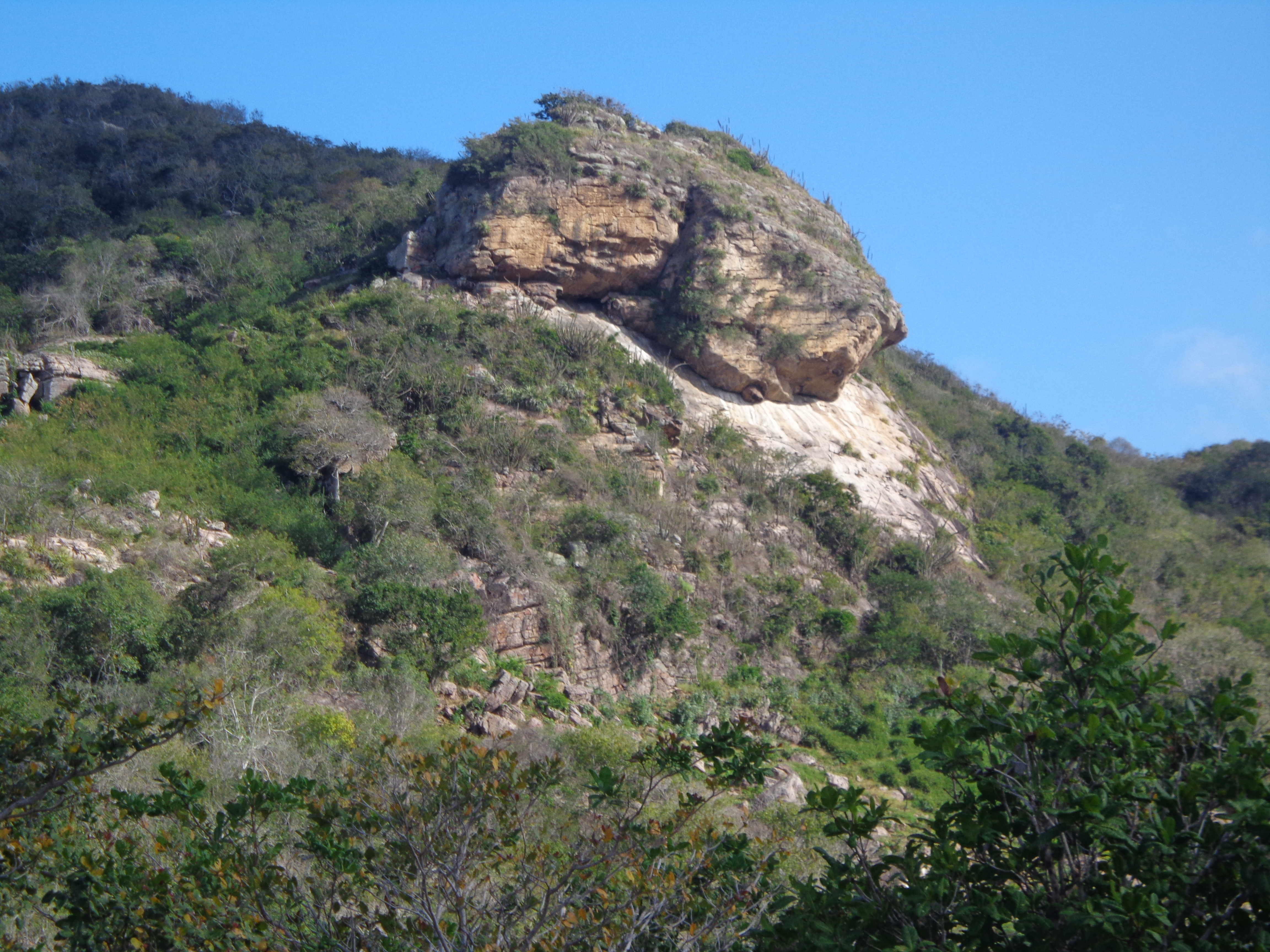
Serra de Morrinhos

### Eventos
Um dos principais eventos da cidade é o Festival de Quadrilhas, pois reúne pessoas das regiões circunvizinhas, bem como de todo baixo-Acaraú. Resgatando a nossa cultura e estimulando aos jovens que residem no município em questão a fugir do desemprego e da violência que assolam a cidade. Acontece geralmente no mês de junho, e chama a atenção por abrir espaço para os músicos e artistas que moram aqui, não esquecendo das bandas de grande porte que sempre animam esse evento anual.

### Comunicação
A Rádio Princesa do Norte AM de Morrinhos é um veículo de comunicação inaugurada em 27 de setembro de 1992. Sua frequência é de 1480 kHz (AM). Com uma programação voltada para o esporte, informação e música. A emissora está no ar das 5:00 as 22:00 horas. Em janeiro de 2019, devido a onda de ataques que ocorreu em todo o Ceará, a Rádio foi atacada e incendiada, saindo do ar temporariamente, voltando em setembro do mesmo ano. A Rádio Liberdade FM é uma comunitária que tem uma programação bem diversificada e voltada para a população trazendo notícias, esportes, músicas, dentre outros. Sua frequência é de 87,9 mHz (FM).

## Educação

### Escolas
O município de Morrinhos possui 26 Escolas com aproximadamente 5800 alunos, sendo a maior parte da rede municipal de ensino e duas Escolas Estaduais. A educação de Morrinhos tem sido destaque na região com a melhora dos seus índices educacionais.

## Religião

### Igrejas
Morrinhos é uma cidade cuja religião predominante é o catolicismo e tem como padroeira e festa principal o Sagrado Coração de Maria. 

## Economia
PIB (2017): R$ 147 890 840
Agropecuária (2017): R$ 14 554 720
Indústria (2017): R$ 6 589 430
Serviços (2017): R$ 46 099 940
Serviços públicos (2017): R$ 73 553 900